# Odchylenie linii pionu
Odchylenie linii pionu – kąt między kierunkiem linii pionu geoidy a normalną do elipsoidy odniesienia. W zależności od stosowanej elipsoidy wyróżnia się odchylenia względne (dla elipsoidy lokalnej) oraz bezwzględne (dla geocentrycznej).
Z odchyleniem linii pionu mamy do czynienia, gdy normalna do geoidy mająca współrzędne {\displaystyle \phi \lambda ,} pozostaje niezmieniona, zaś normalna do elipsoidy {\displaystyle B,L} zmieni swoje położenie w przestrzeni na skutek przemieszczenia i zmiany parametrów samej elipsoidy.
Względne odchylenia pionu wynoszą:
{\displaystyle \xi =\phi -B,}
{\displaystyle \eta =(\lambda -L)\cos \phi ,}
gdzie:
{\displaystyle B,} {\displaystyle L} – określają normalną innej elipsoidy, inaczej położonej względem geoidy,
{\displaystyle \Delta \xi } – składowa odchylenia pionu w południku,
{\displaystyle \Delta \eta } – składowa odchylenia pionu w pierwszym wertykale.
Różnice między sąsiednimi punktami pomiarowymi odchyleń pionu zmieniają się quasi-liniowo. Przeprowadzając dzięki temu liniową interpolację różnic {\displaystyle \Delta \xi } i {\displaystyle \Delta \eta } pomiędzy przynajmniej 3 stacjami astronomicznymi możemy wyznaczyć różnice {\displaystyle \Delta \xi } i {\displaystyle \Delta \eta } pomiędzy wszystkimi punktami sieci geodezyjnej. Z odpowiednich różnic odchyleń pionu obliczamy względne odchylenia pionu w danym punkcie sieci (nie będącym stacją astronomiczną) dodając do odchylenia grawimetrycznego wspomniane różnice {\displaystyle \Delta \xi } i {\displaystyle \Delta \eta .}